# Алтайская улица (Москва)
Алта́йская у́лица (название утверждено 29 мая 1968 года) — улица в Восточном административном округе города Москвы на территории района Гольяново. Пролегает с запада на восток и соединяет Уральскую и Красноярскую улицы, имеет пересечение с Хабаровской улицей. Нумерация домов начинается от Уральской улицы.

## Происхождение названия
Улица названа 29 мая 1968 года по Алтайскому краю.

## Здания и сооружения
По нечётной стороне:

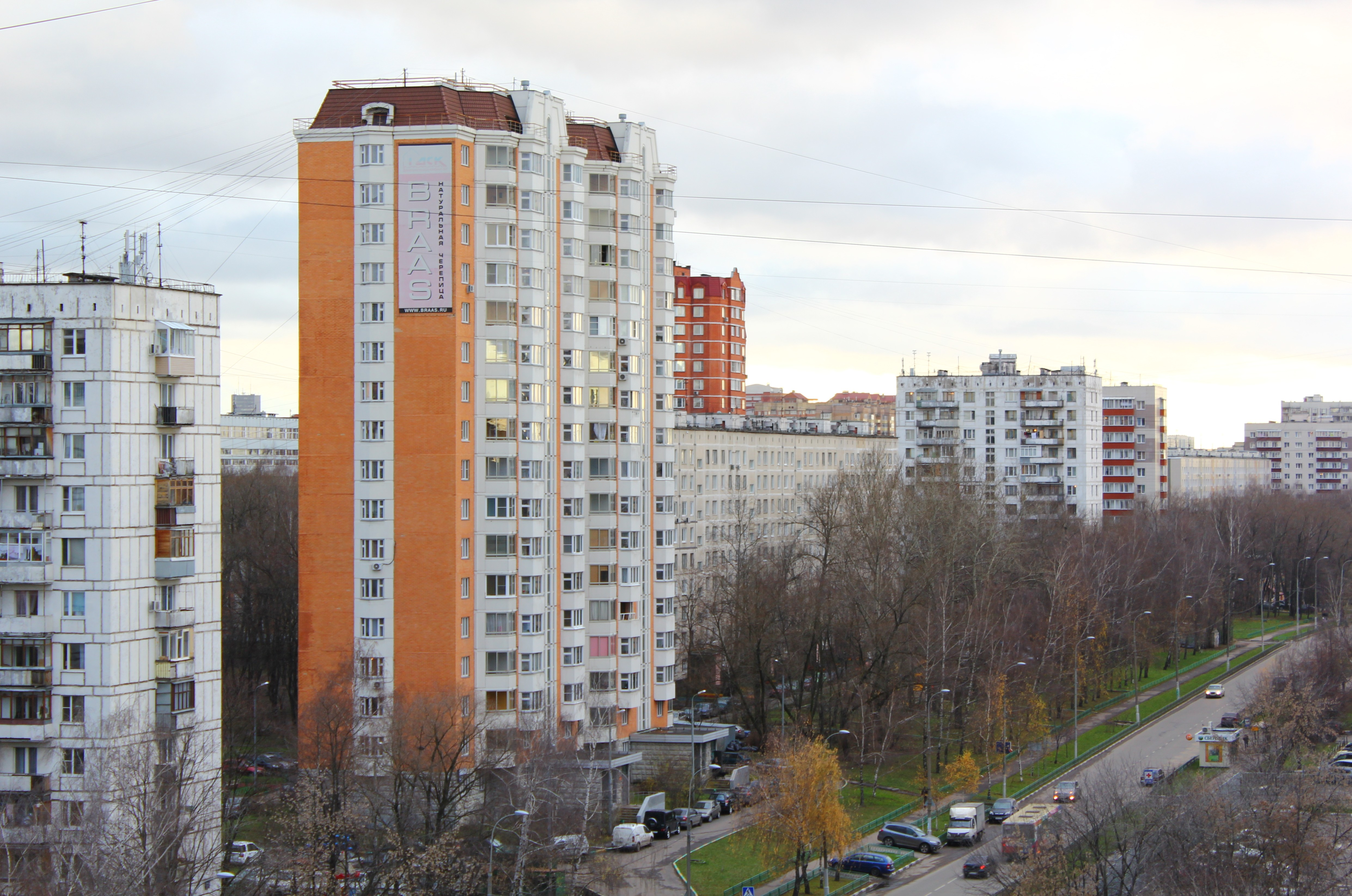
Алтайская улица

- Дом 5  - жилой дом серии II-68-01 1980 года постройки.
- Дом 7 - жилой дом серии II-68-02/16М 1979 года постройки.
- Дом 9, к. 1 - жилой дом серии  I-515/9ш  1978 года постройки.
- Дом 9а - магазин «Пятёрочка»
- Дом 9, к. 2 - жилой дом серии II-68-01 1980 года постройки.
- Дом 11 - жилой дом серии I-515/9ш 1978 года постройки.
- Дом 13 — Поликлиника № 191 ВАО
- Дом 15 - жилой дом серии I-515/9ш 1978 года постройки.
- Дом 17, к. 1 - жилой дом серии I-515/9ш 1980 года постройки.
- Дом 17, к. 2 - жилой дом серии II-68-01/16Ю 1980 года постройки.
- Дом 19 - жилой дом серии I-515/9ш 1977 года постройки.
- Дом 21 - жилой дом серии П-111М 2004 года постройки.
- Дом 23/12 - жилой дом серии I-515/9ш 1974 года постройки с пристройкой где размещаются магазины и Библиотека № 76 ВАО
- Дом 25,27,29,31 - жилые серии II-49/М(вариант П) 1973 года постройки.
- Дом 29а — Детский сад № 930
- Дом 33/7 - жилой дом серии П-46 1989 года постройки.

По чётной стороне:
- Дом 2 - жилой дом серии II-29 1967 года постройки.
- Дом 4 - жилой дом серии П-44 1995 года постройки.
- Дома 6,8 - жилые дома серии II-18-01/12 1967 года постройки.
- Дом 6а — Детский сад № 144
- Дом 10 - жилой дом серии  II-49Д 1969 года постройки.
- Дом 10а — Школа № 1078
- Дом 12 - Химчистка
- Дом 14 - жилой дом серии II-18-01/12 1968 года постройки.
- Дом 16 - жилой дом серии II-18-01/12 1967 года постройки.
- Дом 18 - жилой дом серии I-515/9ш 1970 года постройки.
- Дом 18а — Школа № 368 «Лосиный Остров» с углублённым изучением английского языка и музыки (дошкольное отделение)
- Дом 20 - жилой дом серии П-44Т 2003 года постройки.
- Дом 22,24 - жилые серии II-18-01/12 1968 года постройки..
- Дом 26 - жилой дом серии II-29 1968 года постройки.
- Дом 26а — Школа № 1078
- Дом 32 - жилой дом серии I-515/9М 1979 года постройки.
- Дом 34 - жилой дом серии I-515/9ш (кроме поворотных секций) 1981 года постройки.

В Гольяновском парке (Алтайская улица, 4А) около памятного знака, посвящённого защитникам Москвы, в мае 2016 года открыли Аллею защитникам Отечества, на которой были установлены 7 стендов с портретами 26 жителей района Гольяново — ветеранов Великой Отечественной войны.

## Транспорт
На всём протяжении по улице проходят автобусы 627, 627к, на участке от Хабаровской до Уральской проходит автобус 557, а на крайнем восточном отрезке, от пересечения с Хабаровской улицей до Красноярской улицы, проходит автобус 68.

## Интересные факты
Улица проходит почти строго восточнее Останкинской башни, несмотря на то, что улица находится более чем в 11 км к востоку от неё. При этом и улица, и башня строились в одно время. В настоящее время башня почти не видна из района улицы, хотя первоначально хорошо просматривалась по всему району Гольяново.